# Nomada dilucida
Nomada dilucida är en biart som beskrevs av Cresson 1878. Nomada dilucida ingår i släktet gökbin, och familjen långtungebin. Inga underarter finns listade i Catalogue of Life.